# Motori Moderni
Motori Moderni var en italiensk tillverkare av formel 1-motorer i mitten av 1980-talet. Företaget levererade motorer till Minardi 1985-1987 och till AGS 1986.